# Penisola Tinglof

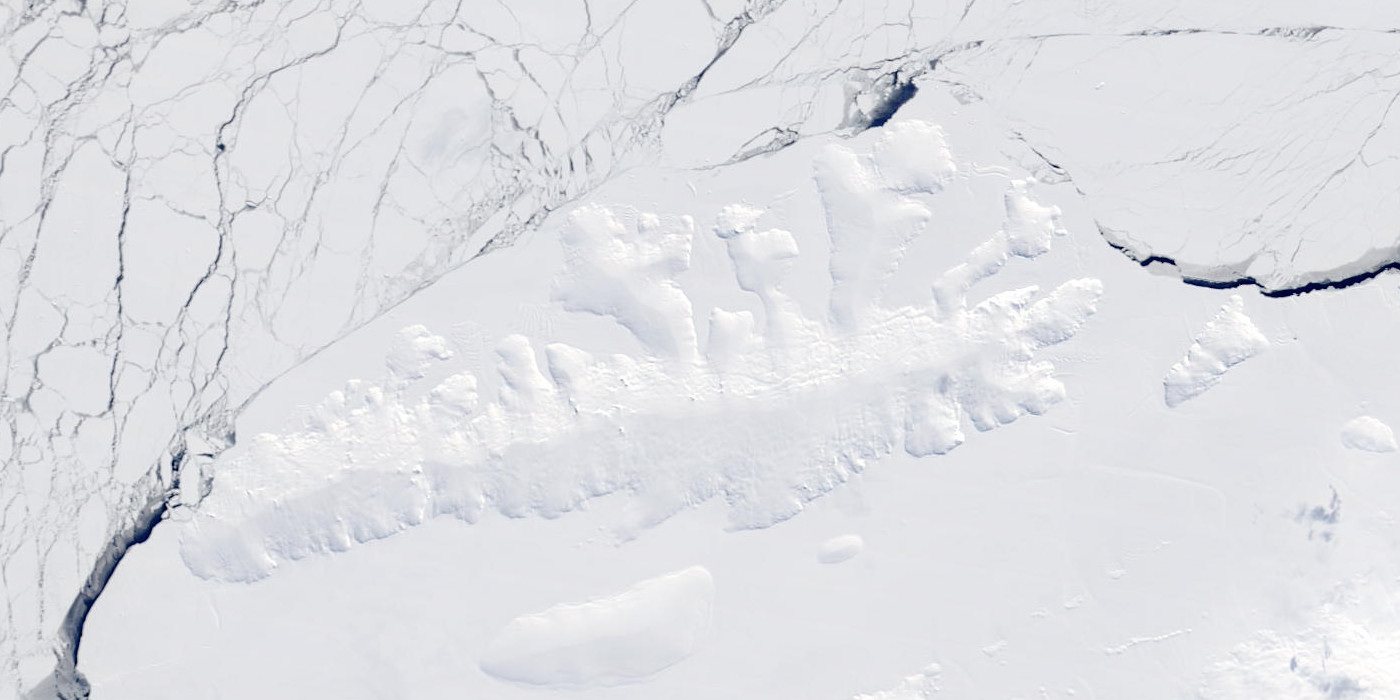
Un'immagine satellitare dell'isola Thurston.

La penisola Tinglof è una penisola completamente coperta dai ghiacci situata sull'isola Thurston, al largo della costa di Eights, nella Terra di Ellsworth, in Antartide. Questa penisola, che si allunga verso nord nel mare di Bellingshausen per circa 10 km, si trova in particolare nella parte occidentale della costa settentrionale dell'isola, tra l'insenatura di Wagoner, a est, e l'insenatura di Henry, a ovest.

## Storia
La penisola Tinglof fu scoperta durante ricognizioni aeree effettuate nel dicembre 1946 nel corso dell'operazione Highjump e fu del tutto mappata nel febbraio 1960 durante voli in elicottero partiti dalla USS Burton Island e dalla USS Glacier e svolti su quest'area nel corso di una spedizione di ricerca della marina militare statunitense nel mare di Bellingshausen, infine fu così battezzata dal Comitato consultivo dei nomi antartici in onore di Ivor Tinglof, un meccanico che prese parte alla seconda spedizione antartica comandata dal retroammiraglio statunitense Richard Evelyn Byrd svoltasi dal 1933 al 1935 e che, presso la base Little America, costruì le prime slitte da carico pesante da utilizzare in Antartide.